# Mulberry-havn
En Mulberry-havn var en type midlertidig havn udviklet i 2. verdenskrig for at lande forsyninger på strandene under Invasionen af Normandiet. To præfabrikerede eller kunstige militære havne blev bugseret over Den engelske kanal fra Storbritannien i sektioner sammen med invasionshæren og samlet ud for Normandiets kyst. Havnene bestod af alle de dele, som en havn skal bestå af: bølgebrydere, kajer, adgangsveje etc. Havnene blev forankret henholdsvis ved Omaha Beach (Mulberry A) og Arromanches (Mulberry B). Den amerikanske ved Omaha blev ødelagt af en storm den 19. juni, mens den britiske, senere døbt til Port Winston var operationel de næste 5 måneder. Den strategiske betydning af disse kunstige havne kan ikke overvurderes; tyskerne gik ud fra, at de allierede ville være afhængige af at erobre en af de større havne, som f.eks. Cherbourg tidligt i invasionsfasen 

## Baggrund
Diepperaidet i 1942 havde gjort klart, at de allierede ikke kunne regne med at være i stand til at gennemtrænge Atlantvolden og hurtigt erobre en havn på den nordlige franske kyst, derfor blev Mulberry'erne konstrueret.

### Udvikling
Hvem der fik ideen til Mulberry-havnen er omstridt, men nogle af de, som er kendt for at have foreslået noget i denne retning, er Hugh Iorys Hughes, en walisisk ingeniør, som indleverede skitser til War Office, professor J. D. Bernal og viceadmiral John Hughes-Hallett.
Ved et møde umiddelbart efter Diepperaidet, erklærede Hughes-Hallett, at hvis en havn ikke kunne erobres, "så skulle man tage en med over". Dette blev mødt med latterliggørelse, men ved et efterfølgende møde med Winston Churchill, erklærede denne, at han selv havde overvejet et lignende scenario under 1. verdenskrig, gående ud på at bruge nogle danske øer og så sænke nogle gamle skibe, for på den måde at lave et brohoved til en invasion. Konceptet med Mulberry-havnene begyndte at tage form, da Hughes-Hallett blev flådechef under Operation Overlord planlægningen.
Et forsøg med 3 konkurrerende designs blev igangsat med afprøvning af deployerings-procedurer, inklusive bugsering af elementerne, i Garlieston, Wigtownshire. Designene var udført af Hugh Iorys Hughes, som anvendte 1.000 mand til at afprøve sine Hippo kajer og Crocodile bro-enheder ved Conwy Morfa-stranden; Hamiltons Swiss Roll, som bestod af en flydende adgangsvej; og et system bestående af fleksible bro-enheder på flydende pontoner designet af Allan H. Beckett. Afprøvningerne afslørede visse begrænsninger. Swiss Roll kunne for eksempel maksimalt klare en 7 tons lastbil i de atlantiske bølger. Den endelige afgørelse fandt sted efter en storm, hvor Swiss Rollen blev skyllet væk og Hippoerne blev undermineret; Becketts flydende adgangsvej (senere kendt under kodeordet Whale) overlevede uskadt. Becketts design blev valgt og fremstillet under ledelse af J. D. Bernal og brigadegeneral Bruce White, efter ordre fra Churchill.

### Konstruktionen
Første trin i etableringen af de nye havne bestod af etablering af de såkaldte Gooseberries, som var bølgebrydere bestående af udrangerede skibe, som i dagene efter D-dag blev sænket på rad og række ud for kysten ved det fem invasionsstrande. Disse gjorde de muligt at landsætte tropper og forsyninger med landgangsskibe og landgangsbåde i forholdsvis høj sø.
Indenfor to af disse Gooseberries etableredes Mulberry-havnene. De involverede konstruktion af 146 sænkekasser, 60 m lange, op til 18 m høje og 15 m brede, i alt 9,5 km bølgebryder. De var lufttætte flydende kasser åbne i bunden, med luft-ventiler så de kunne sænkes på en kontrolleret måde. Omkring 2 millioner tons stål og beton blev brugt i konstruktionen. Sænkekasserne blev bygget flere steder, hovedsageligt på eksisterende skibsværfter eller store strande som f.eks Conwy Morfa, rundt langs den britiske kyst. Bag bølgebryderne på hver side, bestod havnen af 8 fremskudte forankringskajer, Pierheads, hvor skibene kunne lægge til. Hver af disse kajer stod på havbunden på 4 ben, spuds, og kajen kunne hæves og sænkes sammen med tidevandet ved hjælp af elektriske spil. Hver af havnene havde 8 km. Whale pontonbroer, for at føre godset med lastbiler til land fra kajerne.
Hver dag blev 9.000 tons bragt i land via Mulberry B indtil slutningen af august, hvor havnen i Cherbourg blev til rådighed, i det mindste delvis. Mulberry B var i brug i 5 måneder, og i denne periode passerede mere end 2 millioner mand, en halv million køretøjer og 4 millioner tons gods gennem havnen.

### Mulberry A ødelægges i storm
Amerikanerne havde fra begyndelsen været skeptiske overfor at bygge kunstige havne, idet de mente, at de umuligt kunne holde til Atlanterhavets bølger under en storm.
Mulberry A var i brug i mindre end 10 dage, indtil den værste sammenhængende periode af uvejr i 40 år ramte og alvorligt ødelagde den den 19. juni. Ud af 31 sænkekasser, der var på plads, blev 21 uopretteligt ødelagt med ituslåede sider. Mulberry A blev opgivet, og dele af den blev anvendt til at reparere skader på Mulberry B. Mange mener, at amerikanerne betragtede deres Mulberry som en midlertidig brug-og-smid-væk ting, og derfor ikke havde ulejliget sig med at sikre og forankre bølgebryderne ordentligt, mens briterne betragtede deres som en rigtig havn, som der skulle gøres alt for at montere og forankre korrekt.
Amerikanerne var hurtige til at gå tilbage til traditionelle metoder med at bringe last ind, i landgangsfartøjer og DUKW'ere. direkte ind på stranden, ofte kommende ind med tidevandet og returnerende med næste høje tidevand. Sådan var deres succes hermed, at de endda af og til overtraf den ellers imponerende præstation som Mulberry B fremviste.
Dette har fået nogle til at spørge, om havnene var overflødige, siden amerikanerne tilsyneladende klarede sig fint uden. Til det er at sige, at den langt overvejende del af de skibe, som bragte forsyninger til invasionen, var afhængige af en havn, ligesom amerikanerne næppe selv var kommet på den strategiske genistreg med helt at undlade at erobre en havn i invasionens første fase, som tyskerne havde regnet med. Endelig havde amerikansk masseproduktionsteknik kombineret med dyrekøbte erfaringer i amfibie-krigsførelse indhøstet i kampe om øer i Stillehavet givet amerikanerne en ballast i denne form for krig, som briterne ikke havde, og som førte til at de fra 1941 planlagde med etablering af Mulberry-havnene. Alt i alt må det betragtes som udslag af de allieredes forskellige tilgang til tingene, som i forening blev en bevist succes.

### Afvikling
Allerede ved etableringen af Mulberry-havnene gik man ud fra, at de skulle have en forholdsvis kort levetid, og ingen regnede med at de skulle klare sig under vinterstormene. I august blev den store havn i Marseille erobret intakt og i september 1944 blev havnen i Antwerpen erobret. Selv om havnen i Antwerpen først kunne tages i brug sidste i november efter at indsejlingen var blevet ryddet i slaget ved Schelde, var den langt mere fordelagtigt placeret i forhold til frontens daværende forløb og derfor blev Mulberry B opgivet. En stor del af sænkekasserne herfra blev hævet og bugseret til andre havne, ligesom nogle blev brugt til at udbedre bombeskader på de hollandske diger på øen Walcheren, mens pontonbroerne genbrugt som broer over floder, så hærens Bailey-broer kunne frigøres og indsættes ved fronten.

### Eftermæle
Efter krigen, ved Nürnberg-processen gav Albert Speer fjendens perspektiv på Mulberry-havnene og deres Atlantvold. "For at konstruere vort forsvar havde vi i løbet af 2 år brugt omkring 13 millioner kubikmeter beton og 1,5 millioner tons stål. 14 dage efter at fjenden var landet, var denne bekostelige anstrengelse reduceret til ingenting på grund af en idé af simpel genialitet. Som vi nu ved, bragte invasionstyrken deres egne havne med sig, og byggede, ved Arromanches og Omaha, på ubeskyttet kyst, de nødvendige landingsramper."

## Eksterne links
- Peter Lind & Company
- The Mulberry Harbours
- Samtidig rapport fra SHAEF
- Google Maps satellit billede
- Et overblik over Mulberry-havnen i Arromanches fra krigens tid

49°20′51.0″N 0°38′2.4″V / 49.347500°N 0.634000°V